# Fritt vilt
Fritt vilt è un film horror prodotto in Norvegia nel 2006, diretto da Roar Uthaug e scritto da Thomas Moldestad. Ha avuto un sequel, Fritt vilt II; e un prequel, Fritt vilt III.

## Trama
Un bambino con una voglia su uno degli occhi, viene sepolto vivo tra la neve da qualcuno d'ignoto. La polizia interroga i genitori, sconvolti, ma non riesce a trovare niente di utile e non riescono a trovare il bambino. Parecchi anni dopo, ci sono parecchie persone scomparse tra le montagne.
Un gruppo di cinque ragazzi: Jannicke, Morten Tobias, Eirik, Mikal e Ingunn iniziano il loro viaggio in montagna. Nelle scene che seguono si può notare che Mikal e Ingunn sono una coppia molto spinta, mentre invece Jannicke ha paura di andare a vivere con Eirik. La ragazza spiega a  Ingunn che ha paura che il fidanzato si stanchi di lei, venendo poi rassicurata. Il gruppo incomincia a divertirsi sciando qua e là per la zona, fino a quando Tobias non si rompe un osso. Il gruppo lo soccorre e non potendo tornare alla macchina essendo troppo lontana, decide di rifugiarsi in un hotel abbandonato. L'hotel è abbandonato da anni e al suo interno non c'è nessuno.
Prima di ispezionarlo, il gruppo di ragazzi cura l'amico dandogli antidolorifici e unendo le parti della carne con la super colla. Dopodiché mettono in funzione il generatore elettrico della struttura. Ingunn e Mikal, mentre ispezionano le camere ne trovano una interamente bruciata e comprendono che in passato è scoppiato un incendio. Jannicke, trova invece il registro dell'hotel, che si ferma tuttavia al 1975 dove ci sono le condoglianze per una famiglia per la scomparsa del figlio. Trova inoltre, una foto dell'intera famiglia.
Decidendo di passare la notte lì, per la tempesta, Ingunn e Mikal vogliono fare sesso, tuttavia la ragazza ci ripensa, provocando la rabbia del fidanzato che se ne va via dalla camera. Rimasta da sola, Ingunn si fa il bagno - c'è da dire che il bagno è interamente coperto di sangue - ma viene aggredita e uccisa da qualcuno di misterioso. Il giorno dopo, Eirik va in cerca di aiuto al di fuori della struttura, ma quando si allontana trova il corpo di Ingunn e successivamente viene tramortito dal serial killer.
Jannicke intanto, rassicura Mikal del fatto che la sua fidanzata - come del resto molte ragazze - ha paura della prima volta, ma che lo ama da morire. I due, ritornano nella camera della ragazza ma non la trovano. Scoprono così una camera nascosta che Mikal chiama: "La camera degli oggetti smarriti". Qui, scoprono che la camera contiene vestiti, capelli e perfino anelli di matrimonio. I due raggiungono Tobias, ma vengono attaccati dal misterioso serial killer, che dopo tante rincorse, riesce ad uccidere Mikal, che intendeva scappare, incurante degli amici rimasti. Jannicke trova in una struttura vicina all'hotel un fucile e lo intende usare come arma. Il piano però cambia quando scopre che Eirik è intrappolato dall'assassino. I due cercano di salvarlo, ma non colpiscono l'obiettivo, facendo uccidere l'amico.
Tobias, allora, innamorato di Jannicke, decide di morire per lei per darle il tempo di scappare. Questo, però, non cambia la situazione della ragazza, visto che verrà raggiunta e colpita. Si sveglierà poi nel bel mezzo della neve, in una slitta con sopra i corpi dei suoi amici. L'assassino la crede morta e butta uno dopo l'altro tutti i corpi delle sue vittime in un burrone. Arrivato il suo turno, lo colpisce col coltello recuperato dalla tasca di Tobias, e riesce finalmente a togliergli la maschera: Colui che si nasconde dietro l'assassino non è altro che il bambino scomparso nel 1975. La ragazza riesce a ferirlo e a buttarlo nel burrone al posto suo. Si vede così un flashback e si scopre che coloro che seppellirono il futuro assassino nella neve, non erano altri se non i suoi genitori.